# محمد بن عباس
محمد بن عباس (بالفارسية: محمد بن عباس) كان ملك من سلالة الغوريون. خلف والده عباس بن شيت عام 1060، بعد أن عزله السلطان الغزنوي إبراهيم. عندما اعتلى محمد العرش، وافق على دفع الخراج للغزنويين. لا يُعرف عنه الكثير، فقد خلفه ابنه قطب الدين حسن.